# Exotica Valves
Exotica Valves, es un fabricante española de válvulas industriales para el sector petroquímico, reconocido por otras empresas del sector como uno de los fabricantes de la vanguardia de la industria de la valvulería.
Con base en Barberà del Vallès, España Exotica Valves se dedica a la fabricación de válvulas en aleaciones especiales como dúplex, super dúplex, alloy 20, monel, inconel, incoloy, hastelloy, AL-6XN, 904L, 254 SMO, circónio y titanio.
Cuenta como clientes a Dow Chemical Company, DuPont Corporation, Technip, BASF, BP, Shell y Petrobras, entre otros.
- Datos: Q20969117

1. ↑  "Major Spanish companies per region" Flanders Investment & Trade Market Survey, 1 de febrero de 2021.
2. ↑  Lista de clientes de Exotica Valves según su página web